# فريدريش هوفمان

Operum omnium physico-medicorum

فريدريش هوفمان (بالألمانية: Friedrich Hoffmann)‏ (1660-1742)، طبيب ألماني وضع نظرية ميكانيكية للفسيولوجيا، وكان رائد في وصف التهاب الزائدة الدودية والحصبة الألمانية .
ادخل في التطبيق عقاقير كثيرة، اخصها مسكن هوفمان (روح الاثير المركب) .